# Ebba Hult De Geer
Ebba Hult De Geer, född Hult 2 juni 1882 i Rödeby församling, Blekinge län,  död 28 juli 1969 i Klara församling, Stockholm, var en svensk friherrinna och geolog. 
Efter examen från Anna Sandströms högre lärarinneseminarium 1902 var Hult lärarinna vid Risbergska flickskolan i Örebro 1902–04 och vid Whitlockska samskolan i Stockholm 1904–07. Hon studerade vid Stockholms högskola 1906–08, var vetenskaplig medarbetare och sekreterare åt sin make Gerard De Geer, deltog i dennes resor, bland annat till Spetsbergen 1910 och Nordamerika 1920. Hon var från 1943 ledare för Stockholms högskolas geokronologiska institut och vidareutvecklade makens idéer om fjärrkonnektioner av lervarvssekvenser över långa avstånd.
Hon gifte sig den 11 september 1908 med Gerard De Geer i hans andra gifte. Hon var vidare syster till geografen Ragnar Hult och konstnären Hildur Hult.

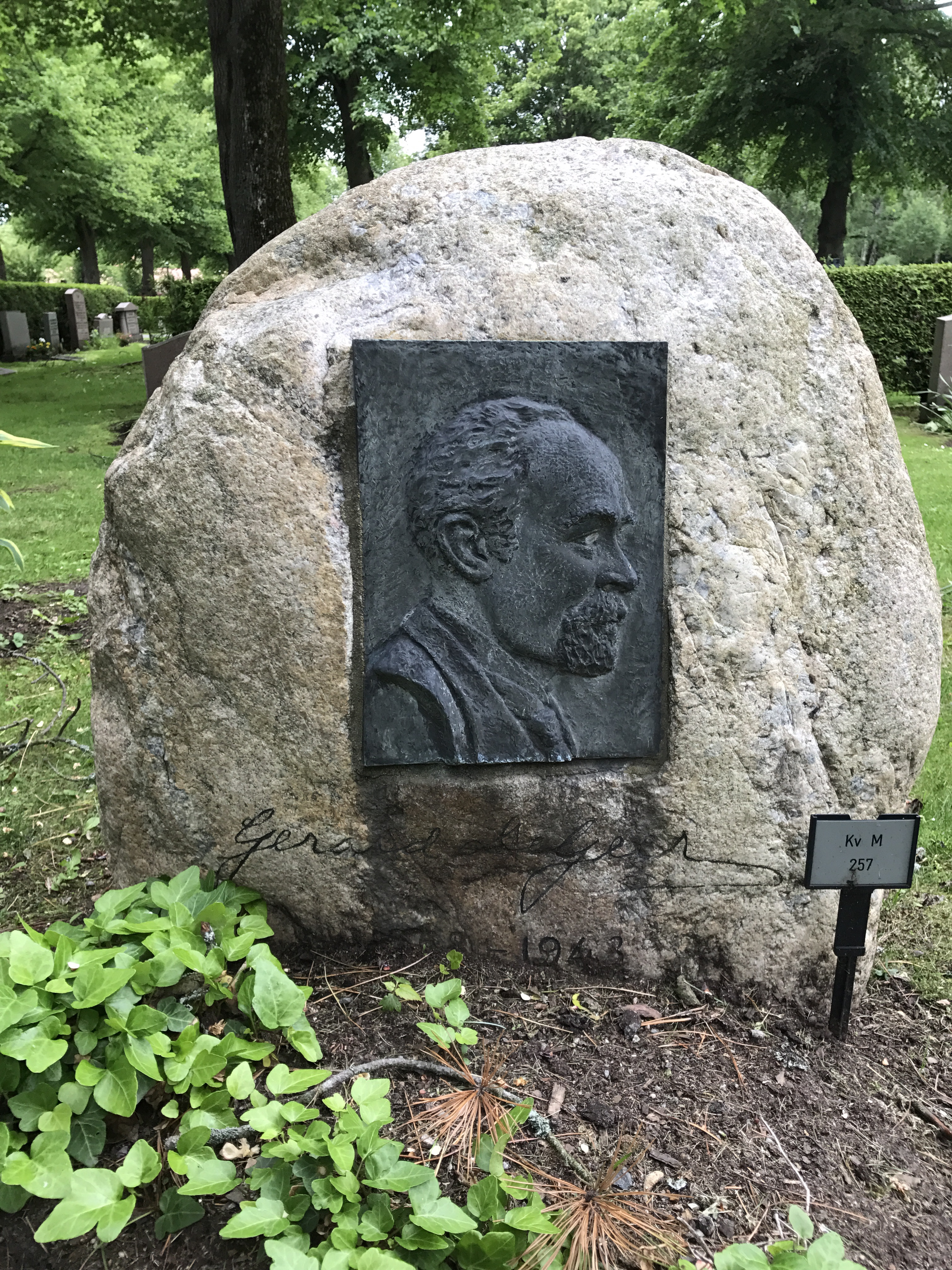
Gravvård Bromma kyrkogård

## Notiser
1. 1 2 3 4 5  Lennart von Post, Gerard J De Geer, s. 550, Svenskt Biografiskt Lexikon-ID: 17350, läst: 24 mars 2017.[källa från Wikidata]
2. 1 2 3 4  Paul Harnesk (red.), Vem är Vem? / Stor-Stockholm 1962 / 282, Vem är Vem? : Stor-Stockholm 1962, 1962, läs onlineläs online.[källa från Wikidata]
3. ↑  De Geer, EBBA H., Svenskagravar.se, läs online, läst: 24 mars 2017.[källa från Wikidata]
4. ↑  Libris, Kungliga biblioteket, 6 november 2012, läs online, läst: 24 augusti 2018.[källa från Wikidata]